# Ascophanus coemansii
Ascophanus coemansii är en svampart som beskrevs av Boud. 1869. Ascophanus coemansii ingår i släktet Ascophanus och familjen Ascobolaceae.   Inga underarter finns listade i Catalogue of Life.
I den svenska databasen Dyntaxa används istället namnet Thelebolus coemansii för samma taxon.  Arten är reproducerande i Sverige.